# 존 가브러스
존 가브러스(Jon Gabrus, 1982년 1월 31일 ~ )는 미국의 배우, 텔레비전 배우, 팟캐스터이다.
롱아일랜드에서 태어났다.

## 영화
- 더 리틀 아워즈 (2017년) - 그레고리우스  역
- 포스 맨 아웃 (2015년)